# Д’Авезак де Кастера-Макая, Мари-Арман
Мари́-Арма́н д’Авеза́к де Кастера́-Макая́ (фр. Marie-Armand d'Avezac de Castera-Macaya; 1800, Бань-де-Бигор — 1875, Париж) — французский географ, научный писатель.

## Биография
В Париже поселился в 1823 году. Всю жизнь трудился в Военно-морском министерстве, занимаясь вопросами архивов и управления по делам колоний. Был среди основателей Французского этнографического общества, интересовался французскими колониями и признавал реальность существования Атлантиды. С 1833 по 1835 год был генеральным секретарём Французского географического общества, 18 раз избирался его вице-президентом и 6 раз президентом. С 1866 года был членом Академии надписей и изящной словесности.
Основным научным интересом д’Авезака была география Африки. Главные работы его авторства: «Essais historiques sur le Bigorre» (1823); «Études de géographie critique sur l’Afrique septentrionale» (1836); «Esquisse générale de l’Afrique et l’Afrique ancienne» (1844); «Les îles fantastiques de l’océan occidental au moyen-âge» (1845).